# Rio de Mouro
Rio de Mouro – miasto w Portugalii. Według danych szacunkowych na rok 2008 liczy 62 471 mieszkańców. Prawa miejskie otrzymało 2 lipca 1993.